# Sally Hawkins
Sally Cecilia Hawkins (London, 1976. április 27.) Golden Globe-díjas angol színésznő.

## Élete

### Kezdetek
Hawkins 1976-ban született Londonban. Egy bátyja van, Finbar. Szülei, Jacqui és Colin gyermekkönyvek sikeres szerzői és illusztrálói. Hawkins gyermekkorában sokat rajzolt és szerepjátékot játszott, amit időnként beárnyékolt diszlexiája. A James Allen Leányiskolában érettségizett, majd a RADÁ-n diplomázott le 1998-ban. A Londoni West End színházban kezdte a pályafutását Shakespeare művekkel, majd epizódszereplő volt tévésorozatokban és a Csillagok háborúja első részében. 2002-ben egy rámenős, munkanélküli tinédzsert játszott Mike Leigh Minden vagy semmi című filmjében James Cordennel, aki később nagy karriert futott be, mint műsorvezető és komikus. 2004-ben a Torta című brit thrillerben szerepelt Daniel Craig, Sienna Miller és Tom Hardy mellett, és ugyanebben az évben ismét Leigh filmjét gazdagította színészi játékával az Arany Oroszlán díjas Vera Drake című filmben. A produkciót ezenkívül három BAFTA-díjra és három Oscar-díjra jelölték.
2005-ben A tolvajlány című minisorozatban főszerepet alakított. A történet Sarah Waters regényén alapult, akárcsak a Bársony nyalóka 2002-ben. A minisorozatot egy BAFTÁ-ra jelölték. 2006-ban újabb adaptáció készült Somerset regényéből a Színes fátyolból a főszerepben Naomi Wattsszal és Edward Nortonnal. Hawkinsszal csak egy jelenetet vettek fel, azonban az később a vágóasztalon végezte. 2007-ben Hawkins Woody Allennel dolgozott együtt a Kasszandra álmában, amiben Colin Farrell és Ewan McGregor volt a partnere, valamint Jane Austen regényének adaptációját is leforgatta (Tartózkodó érzelem). 2008-ban Hawkins karrierjében áttörés következett a Hajrá, boldogság! című vígjátékkal, amiben a mindig optimista tanárnőt, Poppyt formálja meg. A karaktert a színésznőre írták, amivel Golden Globe-díjat nyert és a Berlini Nemzetközi Filmfesztiválon elvitte magával az Ezüst Medve díjat is.

### Hírnév
2010-ben Miranda Richardson mellett bukkant fel a Harc az egyenjogúságért című filmdrámában, ezt követte a többszörösen Szaturnusz-díjra jelölt Ne engedj el! és a Submarine. Ezenfelül a színésznő debütált a Broadway színpadán is Bernard Shaw Warrenné mestersége című drámájában, de a darab nem lelt nagy tetszésre. 2011-ben Mrs. Reidet játszotta a Jane Eyre újabb feldolgozásában Mia Wasikowskával, Michael Fassbenderrel és Judi Denchcsel, 2012-ben pedig Dickens művének adaptációjában, a Szép reményekben jelent meg a színésznő. 2013-ban Hawkins ismét Woody Allen pártfogását tudhatta maga mellett a Blue Jasmine című fekete humorú vígjátékban, amiben Cate Blanchett fogadott nővérét játszotta. Hawkinst alakításáért Golden Globe-, BAFTA- és Oscar-díjra jelölték legjobb női mellékszereplő kategóriában.
2014-ben a Godzilla stábját gyarapította, amit várhatóan 2019-ben tovább is folytat a film második részével. Hawkins megkapta a családanya Mary Brown szerepét a Paddington című vígjátékban, amit 2017-ben megismételt a Paddington 2.-ben, 2016-ban pedig a kanadai festőnő, Maud Lewis életéről szóló film főszerepét játszotta el a Maudie-ban. Ugyanebben az évben Guillermo del Toro felkínálta készülődő filmjének főszerepét, amit Hawkinsszal a képzeletében alkotott meg. A fantasztikus film, A víz érintése hatalmas sikert aratott, és elnyerte a legjobb filmnek járó Oscart, valamint Hawkinst is sok díjra jelölte. (A legjobb női főszereplőnek járó díjat Frances McDormand vitte el a Három óriásplakát Ebbing határában című filmmel).

### Magánélete
Hawkins magánéletét homály fedi, gyermeke nincs. James Cordennel korábban szerződést kötött, hogy ha harmincöt éves koráig egyikük sem házasodik meg, akkor ők ketten házasodnak össze. Corden azonban megnősült.

## Filmográfia

### Film
| Év   | Magyar cím                        | Eredeti cím                               | Szerep                 | Magyar hang         |
| ---- | --------------------------------- | ----------------------------------------- | ---------------------- | ------------------- |
| 1999 | Star Wars I. rész – Baljós árnyak | Star Wars: Episode I – The Phantom Menace | falusi nő (statiszta)  |                     |
| 2002 | Minden vagy semmi                 | All or Nothing                            | Samantha               | Majsai-Nyilas Tünde |
| 2004 | Vera Drake                        | Vera Drake                                | Susan                  |                     |
| 2004 | Torta                             | Layer Cake                                | Slasher                | Pálfi Kata          |
| 2006 |                                   | Hollow China (rövidfilm)                  | Terri                  |                     |
| 2006 | Színes fátyol (törölt jelenet)    | The Painted Veil                          | Mary                   |                     |
| 2007 | Kasszandra álma                   | Cassandra's Dream                         | Kate                   | Závodszky Noémi     |
| 2007 |                                   | WΔZ                                       | Elly Carpenter         |                     |
| 2008 | Hajrá, boldogság!                 | Happy-Go-Lucky                            | Poppy Cross            | Kisfalvi Krisztina  |
| 2009 | Egy lányról                       | An Education                              | Sarah Goldman          | Csonka Anikó        |
| 2009 | A sivatag virága                  | Desert Flower                             | Marilyn                |                     |
| 2009 | Boldogtalan igenek                | Happy Ever Afters                         | Maura                  |                     |
| 2010 | Pusztuljon, aki nem nősül!        | It's a Wonderful Afterlife                | Linda / Gitali         | Tóth Auguszta       |
| 2010 | Ne engedj el!                     | Never Let Me Go                           | Miss Lucy              | Majsai-Nyilas Tünde |
| 2010 | Harc az egyenjogúságért           | Made in Dagenham                          | Rita O'Grady           | Kisfalvi Krisztina  |
| 2010 |                                   | Submarine                                 | Jill Tate              |                     |
| 2011 | A szerelemmadár                   | Love Birds                                | Holly                  | Solecki Janka       |
| 2011 | Jane Eyre                         | Jane Eyre                                 | Mrs. Reed              | Kisfalvi Krisztina  |
| 2012 | Szép remények                     | Great Expectations                        | Mrs. Joe               | Szávai Viktória     |
| 2013 | Hamarosan karácsony               | All Is Bright                             | Olga                   | Kisfalvi Krisztina  |
| 2013 | Blue Jasmine                      | Blue Jasmine                              | Ginger                 | Kovács Patrícia     |
| 2013 | A hasonmás                        | The Double                                | recepcióshölgy (cameo) |                     |
| 2014 | Godzilla                          | Godzilla                                  | Dr. Vivienne Graham    | Wégner Judit        |
| 2014 |                                   | X+Y                                       | Julie Ellis            |                     |
| 2014 | Paddington                        | Paddington                                | Mary Brown             | Pálfi Kata          |
| 2016 | Maudie                            | Maudie                                    | Maud Lewis             | Majsai-Nyilas Tünde |
| 2017 | A víz érintése                    | The Shape of Water                        | Elisa Esposito         | nem szólal meg      |
| 2017 | Paddington 2.                     | Paddington 2.                             | Mary Brown             | Pálfi Kata          |
| 2019 | Godzilla II. – A szörnyek királya | Godzilla: King of the Monsters            | Dr. Vivienne Graham    | Wégner Judit        |
| 2019 | A örök szépség                    | Eternal Beauty                            | June                   |                     |
| 2021 | Spencer                           | Spencer                                   | Maggie                 | Nemes Takách Kata   |
| 2021 |                                   | The Phantom of the Open                   | Jean Flitcroft         |                     |
| 2021 | A fiú, akit Karácsonynak hívnak   | A Boy Called Christmas                    | Vodol                  | Majsai-Nyilas Tünde |
| 2022 | Az elveszett király               | The Lost King                             | Philippa Langley       |                     |
| 2023 |                                   | Kensuke's Kingdom                         | anyuka (hangja)        |                     |
| 2023 | Wonka                             | Wonka                                     | Willy Wonka édesanyja  | Zsigmond Tamara     |
| 2025 | Hozd vissza őt                    | Bring Her Back                            | Laura                  | Majsai-Nyilas Tünde |

### Televízió
| Év        | Magyar cím                       | Eredeti cím                             | Szerep               | Megjegyzések                                  |
| --------- | -------------------------------- | --------------------------------------- | -------------------- | --------------------------------------------- |
| 1999      | Baleseti sebészet                | Casualty                                | Emma Lister          | 1 epizód                                      |
| 2000      | Doktorok                         | Doctors                                 | Sarah Carne          | 1 epizód                                      |
| 2002      | Bársony nyalóka                  | Tipping the Velvet                      | Zena Blake           | 2 epizód                                      |
| 2003–2005 | Angolkák                         | Little Britain                          | Cathy / Olivia       | 3 epizód                                      |
| 2003      | Byron                            | Byron                                   | Mary Shelley         | tévéfilm                                      |
| 2003      |                                  | Promoted to Glory                       | Lisa                 | tévéfilm                                      |
| 2003      |                                  | The Young Visitors                      | Rosalind             | tévéfilm                                      |
| 2004      |                                  | The Bunk Bed Boys                       | Helen                | tévéfilm                                      |
| 2005      | A tolvajlány                     | Fingersmith                             | Sue Trinder          | minisorozat (3 epizód)                        |
| 2005      |                                  | Twenty Thousand Streets Under the Sky   | Ella                 | minisorozat (3 epizód)                        |
| 2006      |                                  | Man to Man with Dean Learner            | több szereplő        | 3 epizód                                      |
| 2006      |                                  | Shiny Shiny Bright New Hole in My Heart | Nathalie             | tévéfilm                                      |
| 2006      |                                  | HG Wells' War with the World            | Rebecca West         | tévéfilm                                      |
| 2007      | Tartózkodó érzelem               | Persuasion                              | Anne Elliot          | - tévéfilm - magyar hangja: - Oroszlán Szonja |
| 2011      |                                  | Little Crackers                         | anya                 | 1 epizód                                      |
| 2012      | Boszi seprűnyélen                | Room on the Broom                       | madár (hangja)       | tévéfilm                                      |
| 2014      |                                  | How and Why                             | Yvonne Hesselman     | tévéfilm                                      |
| 2015      | Graffaló és barátai              | Stick Man                               | több szereplő hangja | tévéfilm                                      |
| 2016      | Hollow Crown – A rózsák háborúja | The Hollow Crown                        | Eleanor              | 1 epizód                                      |
| 2019      |                                  | The Snail and the Whale                 | csiga (hangja)       | tévéfilm                                      |
| 2022      |                                  | Mammals                                 | Lue                  | 5 epizód                                      |
| 2022      |                                  | The Smeds and the Smoos                 | narrátor hangja      | tévéfilm                                      |

## Fontosabb díjak és jelölések
| Év   | Cím               | Díj                                                                      | Eredmény |
| ---- | ----------------- | ------------------------------------------------------------------------ | -------- |
| 2008 | Hajrá, boldogság! | Berlini Filmfesztivál: Ezüst Medve díj a legjobb színésznőnek            | Elnyerte |
| 2009 | Hajrá, boldogság! | Golden Globe-díj a legjobb női főszereplőnek – filmmusical vagy vígjáték | Elnyerte |
| 2014 | Blue Jasmine      | Golden Globe-díj a legjobb női mellékszereplőnek                         | Jelölve  |
| 2014 | Blue Jasmine      | Oscar-díj a legjobb női mellékszereplőnek                                | Jelölve  |
| 2014 | Blue Jasmine      | BAFTA-díj a legjobb női mellékszereplőnek                                | Jelölve  |
| 2018 | A víz érintése    | Golden Globe-díj a legjobb női főszereplőnek – filmdráma                 | Jelölve  |
| 2018 | A víz érintése    | BAFTA-díj a legjobb női főszereplőnek                                    | Jelölve  |
| 2018 | A víz érintése    | Oscar-díj a legjobb női főszereplőnek                                    | Jelölve  |
| 2018 | A víz érintése    | Screen Actors Guild-díj a legjobb női főszereplőnek                      | Jelölve  |
| 2018 | A víz érintése    | Szaturnusz-díj a legjobb női főszereplőnek                               | Jelölve  |